# Asianet
Asianet es un canal de entretenimiento general de origen indio y que transmite en idioma Malayalam. Con sede en Trivandrum, Kerala, el canal es parte de Asianet Communications Limited y su dueño es STAR India.
Asianet era el primer canal televisivo privado en el idioma Malayalam y el segundo en transmitir en la India.

## Historia de canal
En un momento en que el gobierno era propietario de la única cadena de televisión en idioma Malayalam disponible en Doordarshan, el canal había contratado un transponder, el satélite Russian Ekran, con un enlace ascendente de la URSS. Más tarde, la compañía contrató otro transponder que correspondía al satélite Rimsat, y cambió el enlace ascendente hacia la Bahía de Súbic en Filipinas y luego hacia Manila. Inicialmente, el tiempo de transmisión era solo de tres horas diarias y fue aumentado hasta las 12 horas diarias a finales del año 1994. En 1995, el enlace ascendente fue cambiado a Singapur donde se alcanzó el funcionamiento completo de la señal. Con un cambio en las políticas de transmisión del Gobierno de la India, Asianet empezó un enlace ascendente hacia Chennai a través de VSNL. El 15 de julio de 2002, Asianet tuvo su propia estación terrestre en Asianet Studio Complex en Puliyarakonam, Thiruvananthapuram. En el transcurso de más de dos décadas en funcionamiento, Asianet ha desarrollado su propia infraestructura en instalaciones de producción local y ahora tiene estudios de producción en pleno funcionamiento en Thiruvananthapuram y Cochín.
La oficina registrada de Asianet Communications Limited fue cambiada a Chennai el 3 de diciembre de 1997. Asianet Communications Limited fue adquirida por Júpiter Media and Entertainment Venture siendo propietario Rajeev Chandrasekhar. En 2008, STAR India se convirtió en accionista mayoritario de Asianet Communications Limited. En 2013, STAR India anunció la compra de las acciones restantes de Asianet Communications Limited para conseguir el 100 % de propiedad. En julio de 2012, Asianet lanzó Asianet Movies, el primer canal de televisión por satélite que emitía películas en el idioma Malayalam. El 13 de agosto de 2015, Asianet lanzó Asianet HD, el primer canal de televisión por satélite en alta definición basado en el idioma Malayalam.

## Cobertura y audiencia televisiva
Asianet logra alcanzar bastante audiencia Malayalees en casi 60 países en todo el mundo incluyendo el subcontinente indio, China, Sudeste Asiático, Oriente Medio, Europa, EE. UU. y la mitad más baja de la Unión Soviética.
Además, su gran audiencia base eran los hablantes del Malayalam en Kerala y otras regiones de la India, Asianet tiene una alta popularidad entre Malayalam y poblaciones de la India exterior, especialmente en el Oriente Medio. Asianet opera una estación de radio, Asianet Radio, en las frecuencias 657 y 1269 AM en la ciudad de Dubái y Emiratos Árabes Unidos. La radio también está disponible en los países árabes, vecinos de Arabia Saudita, Omán, Kuwait, Catar y Baréin.

## Identidad de marca y firma de canción
El nombre del canal Asianet era idea de su fundador K. Sasikumar. El logotipo azul y rosa único fue obra del diseñador gráfico indio Sujata Keshavan, y es una de las marcas más reconocible en la televisión de India del Sur. El logotipo actual es rojo y blanco. La popularidad de la marca está ligada a K. Sasikumar y el entonces Vicepresidente, Prem Menon.
La canción de firma de Asianet, "Shyama Sundara Kera Kedara Bhoomi", es una canción muy apreciada entre Keralites. Fue creada en 1994 y originalmente radiada en los primeros años del canal en los años 1990, la canción fue escrita en el idioma Malayalam por el poeta P. Bhaskaran, compuesto por la Academy Award-Winning y fue galardonada por R. Rahman (quién en el tiempo, era relativamente desconocido a principios de su carrera) y cantado por Sujatha y Kalyani Menon. El vídeo de la canción es un collage de varios tokens, patrimonio cultural y tradicional que pertenece a Keralite, puesto contra un backdrop de las vistas naturales y paisajes de Kerala. Inicialmente popularizada en los años 1990, el vídeo mostraba una gran parte de la cultura Malayalees. Más tarde el símbolo era reconocible y es un emblema que ha representado a lo largo del tiempo a Asianet.

Logotipo de Asianet en el 2013

### Asianet Film Awards
Asianet Film Awards fueron creados por Asianet para honrar a las excelencias artísticas y técnicas en la industria cinematográfica en el idioma Malayalam. Es transmitido anualmente desde el año 1998. La ceremonia ha obtenido popularidad con el pasar de los años y es actualmente una de las mayores ceremonias de premios en Kerala. Se ha convertido en una herramienta para visualizar la popularidad y mentalidad de los malayalis, en general, con una serie de grandes actores.

### Asianet TV Awards
Asianet TV Awards (ATA) es una de las propuestas más actuales de Asianet. Es una plataforma promocional de Asianet TV Shows. Desde entonces, los actores de televisión carecían de una sociedad que gustara de la Association of Malayalam Movie Artists, ahí se evalúan las conductas de sus actores, directores, productores y alternativamente, sus casas de producción.

## Programación y espectáculos
Asianet es un canal de entretención general con una variedad de programas de los géneros que incluyen películas, espectáculos, conversación, noticias, viajes y espectáculos musicales. Mientras su programación es principalmente apuntada en audiencias familiares, hay varios programas que apuntan hacia audiencias concretas como espectáculos para niños, adolescentes, jóvenes y adultos.
El canal también transmite un programa de talentos musicales, Idea Star Singer, que era patrocinado por la idea de la compañía Idea Cellular, el programa es uno de los más populares de su tipo en India del Sur y está actualmente en su sexta temporada.

## Programas actuales
| Título                                     | Hora de emisión                   | Número de Episodios          |
| ------------------------------------------ | --------------------------------- | ---------------------------- |
| Telenovelas en horario de máxima audiencia |                                   |                              |
| Vezhambal                                  | 6.00 p. m. IST                    | 2 (desde el 8 de marzo)      |
| Sreemurugan                                | 6:30 p. m. IST                    | 5 (desde el 16 de abril)     |
| Vanambadi                                  | 7:00 p. m. IST                    | 240 (desde el 16 de abril)   |
| Karuthamuthu                               | 7:30 p. m. IST                    | 455 (desde el 16 de abril)   |
| Parasparam                                 | 8.00 p. m. IST                    | 884 (desde el 16 de abril)   |
| Chandanamazha                              | 8:30 p. m. IST                    | 668(desde el 16 de abril)    |
| Bharya                                     | 9:00 p. m. IST                    | 1120 (desde el 16 de abril ) |
| Reality                                    |                                   |                              |
| Venderme la Respuesta 2                    | 9:00 p. m. IST (lunes a jueves)   | 1 (desde el 4 de abril)      |
| Tiempo de gusto                            | 12:00 p. m. IST                   | 745 (desde el 3 de marzo)    |
| Estrellas de comedia"                      | 8:30 p. m. IST (viernes y sábado) | 445 (desde el 13 de febrero) |
| Badai Bunglow                              | 8:30 p. m. IST (domingo)          | 110 (desde el 6 de marzo)    |